# Arctosa transvaalana
Arctosa transvaalana Roewer, 1960 è un ragno appartenente alla famiglia Lycosidae.

## Etimologia
Il nome proprio della specie deriva dalla regione sudafricana di rinvenimento degli esemplari: il Transvaal.

## Caratteristiche
Il cefalotorace è di color ruggine, ricoperto da una fine peluria marrone, e 4 piccole macchie di color giallo brillante.
Le femmine hanno il bodylenght (prosoma + opistosoma) di 11 millimetri (5 + 6).

## Distribuzione
La specie è stata reperita nel Sudafrica orientale: lungo il corso del Crocodile River, nella regione del Transvaal.

## Tassonomia
La dizione Arctosa tranvaalana, presente nella pagina della descrizione della specie, è da ritenersi un refuso.
Al 2016 non sono note sottospecie e dal 1960 non sono stati esaminati nuovi esemplari.